# Frank (Comic)
Frank ist eine Comicserie von Jim Woodring.
Die titelgebende Hauptfigur Frank erschien zum ersten Mal in der Comicserie JIM, die ebenfalls von Woodring stammt. Es handelt sich bei Frank um ein anthropomorphes (vermenschlichtes) Tier unbekannter Spezies, das in den textlosen Comics meist surrealistische Abenteuer erlebt. 2001 wurde die Serie für einen Ignatz Award nominiert (die Preisverleihung fand damals wegen der Terroranschläge vom 11. September aber nicht statt).
In den USA erscheint die Serie bei Fantagraphics Books. The Frank Book wurde 2003 für einen Ignatz Award (in der Kategorie Outstanding Graphic Novel or Collection) und 2004 für einen Eisner Award (in der Kategorie Best Graphic Album--Reprint) nominiert.
In Deutschland erschienen von 1995 bis 1999 fünf Frank-Hefte bei Jochen Enterprises.

## Deutsche Veröffentlichungen
- 1995 – Frank # 1. Jochen Enterprises. ISBN 3930486105.
- 1995 – Frank # 2. Jochen Enterprises. ISBN 3930486172.
- 1997 – Frank # 3. Jochen Enterprises. ISBN 3930486288.
- 1997 – Frank # 4. Jochen Enterprises. ISBN 3930486318.
- 1999 – Frank # 5. Jochen Enterprises. ISBN 3930486555.